# 朱軒嬀
朱 軒嬀（しゅ けんき、万暦12年6月1日（1584年7月8日） - 万暦13年閏9月21日（1585年11月12日））は、明の万暦帝の第3皇女。

## 経歴
万暦12年6月1日（1584年7月8日）、万暦帝と安嬪王氏（後の栄妃王氏）の娘として生まれた。万暦13年（1585年）閏9月21日に死去し、静楽公主の位を追贈されて、金山に葬られた。

## 伝記資料
- 『静楽公主墓志銘』
- 『国榷』
- 『明神宗実録』万暦十二年巻